# Personalistika
Personalistika je obor, který se zaměřuje na získávání kvalitních lidí pro podnik, práci s nimi a motivaci či stanovení optimálních mzdových postupů. Velmi se podobá managementu.

## Úkoly personalistiky

### Výběr pracovníků
Jedním z úkolů personalistiky je výběr nových pracovníků. K tomu se používá mnoho metod, nejdůležitější je ale získat si o potenciálním zájemci o místo co nejvíce informací a následně vyhodnotit jeho znalosti a zkušenosti v porovnání s ostatními pracovníky. Technikami, kterými se tyto informace zjišťují, jsou:
- předvýběr, provedený na základě zájemcem zaslaného životopisu
- pohovor
- testy
- reference (doporučení zaměstnance z jiných zdrojů)

U některých specifických povolání (například u policie) se používají ještě jiné techniky:
- psychologické testy
- grafologický rozbor písma a další

#### Druhy talentu vůči potřebám podniku
Personalistická terminologie v denní praxi je trochu jiná než psychologická. Nerozlišuje příliš mezi vlohami, nadáním, schopnostmi, talentem či genialitou. Prostě o někom říká, že je buď velmi schopný, průměrný nebo neschopný. Pracovník má, nebo nemá na něco velký talent.[zdroj?]
Firmy potřebují několik typů talentů:
- Na tvorbu vizí, kam má firma směřovat – vizionář – kreativec a inovátor
- Na tvorbu strategie – praktičtí stratégové – analytici a plánovači, organizační talent
- Na vedení a motivaci lidí, aby chtěli dosahovat podnikových cílů na jakékoli podnikové úrovni - vůdcovský talent
- Na organizaci výroby nebo provozu na všech úrovních řízení od mistra po ředitele – organizační talent
- Na výzkum a vývoj, na zlepšování procesů  inovační a kreativní talent

Některé personální agentury dokáží měřit a posuzovat jednotlivé druhy talentů. Žádná náročná profese nemůže zahrnovat jen jeden druh talentu, ale jakýsi soubor schopností – talentů. Například vedoucí vývoje musí mít jak inovační (kreativní) talent, tak organizační, aby uměl nápady své a podřízených uvést do výroby, tak i vůdcovský talent, aby uměl podřízené nabudit, rozvíjet a vést. Podle konkrétní firmy bude proporční zastoupení jednotlivých „talentů“ různé.
Zrovna tak ředitel podniku. Musí mít hlavně organizační talent (cca 50–60 %), aby mu firma fungovala. Musí mít i vůdcovský talent ( asi 30–40 %), aby uměl lidi vést a jednat s nimi. Nemůže být slon v porcelánu, kterému budou zaměstnanci utíkat. Musí mít i trochu inovativního talentu (10–20 %), aby mohl řídit a posuzovat různá zlepšení. Míra inovačního talentu závisí na tom, zda firma, kterou ředitel řídí, je tržním vyzyvatelem v nových technologiích nebo vede nějakou klasickou výrobu nebo služby, kde k žádným změnám nedochází.

### Hodnocení pracovníků
Dalším úkolem personalistiky je organizačně zajistit vedoucími pracovníky zaměstnance hodnotit a motivovat, také ale pak analyzovat výkonnost a dosažené výsledky. K tomu slouží rozhodovací analýza, při které jsou jednotlivé vlastnosti a schopnosti pracujících rozebrány a vyhodnoceny v tabulce. Ti, kteří získají nejméně bodů, mají tedy nejnižší množství pozitivních vlastností v porovnání s ostatními a jsou nejméně výkonní, bývají propuštěni. Pracovníci tak získávají zpětnou vazbu o své práci. Hodnocení je důležité pro zvýšení pracovního výkonu a motivace, pomáhá řešit pracovní problémy či ujasnit si cíle mezi jednotlivými zaměstnanci. V systému hodnocení se rozeznávají tři kategorie:
- výkon
- odměna
- motivace

Motivace je jedním z nejdůležitějších prvků a souvisí se stimulací. Zatímco motivace je vnitřní pohnutka v člověku, důvod pro nějakou činnost, o které je přesvědčen, stimul je vnější popud pro zvýšení aktivity; nejčastěji jím bývají peníze v mnoha formách – například stanovení úkolové mzdy, provize na prodaném zboží nebo na podílu na zisku společnosti. Existují ale i stimuly nepeněžní, jako jsou zaměstnanecké výhody, kterými jsou například pružná pracovní doba či zapůjčení automobilu, telefonu a podobně.

## Personální management
Personální management (v angličtině Personnel Management) je jak akademická teorie, tak i podniková praxe. Je založena na tom, že zaměstnanci jsou především lidé a nemělo by se s nimi tedy zacházet jako se zbožím. Každá společnost je totiž závislá na lidech, protože právě prostřednictvím nich dosahují firmy svých cílů (nejčastěji zisku). Je to také odklon od jednoduchého osobního přístupu k zaměstnancům, čímž se předchází potenciálním problémům. Měl by být také hlavní součástí filozofie firmy.
Základní předpoklad této teorie je, že lidé prostě nejsou stroje. To mimo jiné znamená, že je potřeba přijímat zaměstnance na základě mnohaoborových zkoušek (psychologie, sociologie apod.).

## Náplň práce managementu
1. Specifikace požadavků na pracovní místo
2. Vedení personální agendy
3. Plánování lidských zdrojů
4. Získávání a výběr pracovníků
5. Hodnocení pracovníků a jejich výkonů
6. Odměňování pracovníků
7. Ochrana při práci a pracovní podmínky
8. Organizace dalšího vzdělávání
9. Zabezpečení pracovních podmínek, uvolňování pracovníků